# Requiem (Jean Gilles)
Pour les articles homonymes, voir Requiem (homonymie).
Le Requiem de Jean Gilles est une messe de requiem pour solistes (soprano, alto, ténor et basse), chœur et orchestre composée par le compositeur français Jean Gilles et qui fut interprétée lors des funérailles de Jean-Philippe Rameau et de Louis XV.

## Historique
Le doute plane sur la datation et la destination exactes du Requiem mais il semble certain qu'il fut écrit dans les dernières années de la vie de Jean Gilles, peu après sa nomination à la cathédrale Saint-Étienne de Toulouse en 1697 où il fut engagé après avoir été Maître de musique à la cathédrale Saint-Sauveur d'Aix-en-Provence et à la cathédrale Saint-Étienne d'Agde.
Le doute vient de témoignages discordants. D'un côté, Sir John Hawkins rapporte en 1776 que Jean Gilles chanta lui-même lors de la première représentation du Requiem mais, de l'autre, le premier biographe de Gilles, Bougerel, affirme que le Requiem fut interprété pour la première fois lors des propres funérailles de Jean Gilles.
Cette deuxième version semble confortée par l'édition de 1764 du Requiem, probablement écrite par Michel Corrette, qui raconte que la messe fut initialement écrite pour les funérailles d'un citoyen important de Toulouse, que Gilles voulut beaucoup plus de musiciens que ceux qui étaient en charge à Saint-Étienne et que les administrateurs de la cérémonie refusèrent de payer : ceci aurait irrité Gilles qui décida que sa messe ne serait entendue qu'après sa propre mort.
L'auteur des Sentiments d'un Harmoniphile sur différens ouvrages de musique (Morambert ou Laugier, 1756) donne une version plus détaillée de cette anecdote,, reprise en 1780 par le compositeur, historien, mécène et fermier général Jean-Benjamin de La Borde dans son Essai sur la musique ancienne et moderne : « Deux conseillers du Parlement de Toulouse moururent à peu de distance l'un de l'autre : ils laissèrent chacun un fils. L'amitié la plus étroite les ayant liés dès leur jeunesse, ils convinrent ensemble de se joindre pour faire à leurs pères un superbe service. Ils engagèrent Gilles à écrire une messe de Requiem et lui donnèrent 6 mois pour la travailler à son aise. La messe étant finie, Gilles rassembla tous les musiciens de la Ville pour en faire la répétition, et y invita les meilleurs maîtres de musique des environs, entre autres Campra et l'Abbé Madin. Cette messe fut trouvée admirable ; cependant les deux jeunes conseillers qui avaient déjà sans doute oublié leurs pères, changèrent d'avis et se dédirent. Gilles en fut si piqué, qu'il s'écria : Eh bien, elle ne sera exécutée pour personne, et j'en veux avoir l'étrenne. »,,,.
Jean Gilles décède prématurément à l'âge de 37 ans et, « tous les musiciens de la ville et des environs s'étant rassemblés », la messe est chantée pour la première fois lors de ses funérailles le 6 février 1705 sous la direction d'André Campra, qui avait eu à Aix le même professeur que Jean Gilles.
Ce Requiem devient ensuite non seulement une des œuvres les plus jouées au Concert Spirituel, qui l'interprétera quinze fois jusqu'en 1770 mais il reste populaire dans toute la France jusqu'à la Révolution et on l'exécute fréquemment dans les églises et dans les concerts. Laugier écrit dans ses Sentiments d'un Harmoniphile sur différens ouvrages de musique qu'« il ne se faisoit presque point de service funèbre en musique où l'on exécutât la messe de Gilles. »,. 
Le Requiem est chanté au service funèbre en l'honneur de Jean-Philippe Rameau en 1764 à Paris et aux funérailles de Louis XV 10 ans plus tard,,,.
Vers la fin du XVIIIe siècle, on en donne parfois des exécutions mélangées avec la Messe de Requiem d'André Campra.

## Structure
Ce requiem, qui ne comporte ni trait ni séquence, est composé de sept parties :
1. Introït
2. Kyrie
3. Graduel
4. Offertoire
5. Sanctus, Benedictus
6. Agnus Dei
7. Postcommunion

## Discographie
- 1957 : Requiem de Gilles, par l'Ensemble Instrumental Jean-Marie Leclair & Chorale Philippe Caillard, dir. Louis Frémaux, avec Annick Simon (soprano), André Meurant et Michel Hamel (ténors), Xavier Depraz (basse) et Marie-Claire Alain (orgue) (Erato LDE3040)

- 1965 : Requiem, Soli, Chœurs & Orchestre, dir. Louis Fremaux, avec Nadine Sautereau (soprano), André Mallabrera et Rémy Corazza (ténors), Xavier Depraz (basse), Anne-Marie Beckensteiner (clavecin) et Marie-Claire Alain (orgue) (Erato STU 70 253)

- 1981 :  Requiem par le Collegium Vocale Gent et Musica Antiqua Köln, dir. Philippe Herreweghe, avec Anne-Marie Rodde (soprano), Martyn Hill (ténor), Ulrich Studer et Peter Kooy (basses)

- 1989 : Requiem et motet Beatus Quem Elegisti, par Le Concert Spirituel, dir. Hervé Niquet, avec Véronique Gens (soprano), Jean-Paul Fouchécourt et Hervé Lamy (ténors), Peter Harvey et Jean-Louis Paya (basses)

- 1990 : Requiem et motet Diligam te Domine, par le Chœur et orchestre de La Chapelle royale, dir. Philippe Herreweghe, avec Agnès Mellon (soprano), Howard Crook et Hervé Lamy (ténors), Peter Kooy (basse) (Harmonia Mundi HMC 901341)

- 1993 : Requiem, par les chœur du Festival d'Aix-En-Provence, l'Ensemble Sagittarius, l'Ensemble de Tambours provençaux et le Boston Camerata, dir. Joel Cohen avec Anne Azéma (soprano), Jean Nirouët (contreténor), Willliam Hite (ténor) et Patrick Mason (baryton)

- 2008 : Requiem et motet Cantate Jordanis Incolae, par l'orchestre Les Passions et le chœur de chambre Les Éléments (Joël Suhubiette), dir. Jean-Marc Andrieu, avec Anne Magouët (dessus), Vincent Lièvre-Picard (haute-contre), Bruno Boterf (taille) et Alain Buet (basse-taille) (Ligia Digital Lidi 0202196-08)

- 2013 : Requiem, Lamentations, Te Deum, Messe en ré, motet Cantate Jordanis Incolae et motet Diligam te Domine par l'orchestre Les Passions et le chœur de chambre Les Éléments (Joël Suhubiette), dir. Jean-Marc Andrieu (coffret Ligia Digital Lidi 0202256-13)